# Volby do Slovenské národní rady 1986
Volby do Slovenské národní rady 1986 proběhly 23. a 24. května 1986.

## Volební výsledky
| Subjekt                        | Počet hlasů | Odevzdané v % | Platných hlasů | Platné v % | PM  |
| ------------------------------ | ----------- | ------------- | -------------- | ---------- | --- |
| Národní fronta Čechů a Slováků | 3 490 785   | 99, 8%        |                | %          | 150 |

Ve volbách mohlo volit celkem 3 499 301 oprávněných vloličů. 